# ۷۵۸۶ بیسمارک
سیارک ۷۵۸۶ (به انگلیسی: 7586 Bismarck، نامگذاری:1991RH7) هفت هزار و پانصد و هشتاد و ششمین سیارک کشف شده‌است که در ۱۳ سپتامبر ۱۹۹۱ کشف شد.
قدر مطلق سیارک برابر ۱۳٫۶۰ است.